# منطقة كاسكاديا
كاسكاديا هي منطقة أحيائية وبيئية، تقع بين كندا والولايات المتحدة. تطالب حركات بها باستقلالها وتكوين دولة مستقلة بها.